# Férfi 4 × 100 méteres vegyes váltó a 2009-es úszó-világbajnokságon
A férfi 4 × 100 méteres vegyes váltó versenyt a 2009-es úszó-világbajnokságon augusztus 2-án rendezték meg. Egy nap volt a selejtező és a döntő.

## Érmesek
| Arany | Ezüst                                                                            | Bronz                                                                                                   |
| Egyesült Államok · Aaron Peirsol · Eric Shanteau · Michael Phelps · David Walters · Matt Grevers* · Mark Gangloff* · Tyler McGill* · Nathan Adrian* | Németország · Helge Meeuw · Hendrik Feldwehr · Benjamin Starke · Paul Biedermann | Ausztrália · Ashley Delaney · Brenton Rickard · Andrew Lauterstein · Matt Targett · Christian Sprenger* |

* Csak a selejtezőkben úsztak, de kaptak érmet.

## Rekordok
|                    | Név                                                                                     | Nemzetiség                | Idő     | Helyszín  | Dátum               |
| ------------------ | --------------------------------------------------------------------------------------- | ------------------------- | ------- | --------- | ------------------- |
| Világcsúcs         | Aaron Peirsol (53.16) Brendan Hansen (59.27) Michael Phelps (50.15) Jason Lezak (46.76) | Amerikai Egyesült Államok | 3:29.34 | Peking    | 2008. augusztus 17. |
| Világbajnoki csúcs | Aaron Peirsol (53.71) Brendan Hansen (59.61) Ian Crocker (50.39) Jason Lezak (47.83)    | Amerikai Egyesült Államok | 3:31.54 | Barcelona | 2003. július 27.    |

## Eredmény

### Selejtező
| Helyezés | Selejtező | Pálya | Nemzetiség | Úszók | Idő     | Megj.  |
| -------- | --------- | ----- | ---------- | --- | ------- | ------ |
| 1        | 3         | 7     | GER        | Helge Meeuw (52,46) Hendrik Feldwehr (58,22) Benjamin Starke (51,11) Paul Biedermann (47,69)                                 | 3:29,48 | CR, ER |
| 2        | 4         | 4     | AUS        | Ashley Delaney (53,29) Christian Sprenger (58,88) Andrew Lauterstein (50,16) Matt Targett (47,51)                            | 3:29,84 | OC     |
| 3        | 5         | 4     | USA        | Matt Grevers (53,20) Mark Gangloff (58,68) Tyler McGill (50,82) Nathan Adrian (47,24)                                        | 3:29,94 |        |
| 4        | 3         | 6     | FRA        | Jérémy Stravius (53,90) Hugues Duboscq (58,75) Clément Lefert (50,58) Alain Bernard (46,86)                                  | 3:30,09 | NR     |
| 5        | 4         | 3     | BRA        | Guilherme Guido (53,61) SA Henrique Barbosa (58,84) Gabriel Mangabeira (50,16) Nicolas Oliveira (47,64)                      | 3:30,25 | SA     |
| 6        | 5         | 5     | RUS        | Arkagyij Vjatcsanyin (53,27) Grigorij Falko (59,64) Jevgenyij Korotiskin (50,45) Jevgenyij Lagunov (47,19)                   | 3:30,55 | NR     |
| 7        | 3         | 5     | GBR        | Liam Tancock (53,49) James Gibson (59,11) Michael Rock (50,71) Simon Burnett (47,37)                                         | 3:30.68 | NR     |
| 8        | 3         | 4     | JPN        | Ryosuke Irie (52.50) Ryo Tateishi (59.26) Takuro Fujii (50.52) Rammaru Harada (48.46)                                        | 3:30,74 | AS     |
| 9        | 5         | 2     | CAN        | Pascal Wollach (53,90) Mathieu Bois (58,86) Joe Bartoch (51,39) Brent Hayden (46,87)                                         | 3:31,02 | NR     |
| 10       | 5         | 3     | RSA        | George Du Rand (53,90) Cameron van der Burgh (58,32) Lyndon Ferns (52,06) Graeme Moore (47,25)                               | 3:31,53 | AF     |
| 11       | 4         | 5     | NZL        | Daniel Bell (53,85) NR Glenn Snyders (59,75) Corney Swanepoel (50,45) Cameron Gibson (47,53)                                 | 3:31,58 | NR     |
| 12       | 3         | 3     | ESP        | Aschwin Wildeboer Faber (52,70) NR Melquíades Álvarez (59,15) Rafael Muñoz (50,52) Jose Antonio Alonso (49,74)               | 3:32,11 | NR     |
| 13       | 5         | 6     | ITA        | Enrico Catalano (54,76) Luca Pizzini (1:00,12) Mattia Nalesso (51,80) Christian Galenda (46,74)                              | 3:33,42 | NR     |
| 14       | 4         | 6     | GRE        | Aristeidis Grigoriadis (54,08) Romanos Alyfantis (1:00,87) Stefanos Dimitriadis (51,87) Ioannis Kalargaris (48,51)           | 3:35,33 |        |
| 15       | 4         | 0     | LTU        | Vytautas Janušaitis (54,77) Giedrius Titenis (59,26) Rimvydas Salcius (52,80) Paulius Viktoravicius (48,57)                  | 3:35,40 |        |
| 16       | 4         | 7     | CHN        | He Jianbin (55,05) Zhang Guoying (1:01,18) Zhou Jiawei (51,03) Chen Zuo (48,60)                                              | 3:35,86 | NR     |
| 17       | 5         | 8     | ISR        | Guy Barnea (54,29) Tom Be'eri (1:01,75) Alon Mandel (51,60) Nimrod Shapira Bar Or (48,59)                                    | 3:36,23 | NR     |
| 18       | 1         | 8     | SLO        | Robi Zbogar (56,41) Damir Dugonjič (1:00,17) Peter Mankoč (50,86) Jernej Godec (49,35)                                       | 3:36,79 |        |
| 19       | 1         | 7     | UKR        | Andrij Kovbasza (56,21) Ihor Boriszik (59,52) Denisz Dubrov (51,87) Andrij Hovorov (49,39)                                   | 3:36,99 |        |
| 20       | 1         | 4     | CZE        | Tomas Fucik (55,88) Petr Bartunek (1:01,28) Michal Rubacek (51,26) Martin Verner (48,68)                                     | 3:37,10 | NR     |
| 21       | 4         | 2     | ROU        | Răzvan Florea (54,45) Dragos Agache (1:01,51) Alexandru Felix Maestru (53,18) Norbert Trandafir (48,43)                      | 3:37,57 | NR     |
| 21       | 5         | 7     | BLR        | Pavel Szankovics (54,57) Viktar Vabiscsevics (1:01,32) Javhen Lazuka (51,74) Andrej Radzijonav (49,94)                       | 3:37,57 |        |
| 23       | 4         | 1     | KAZ        | Sztanyiszlav Oszinszkij (56,73) Vlagyiszlav Poljakov (59,59) Rusztam Hugyijev (53,51) Sztanyiszlav Kuzmin (48,82)            | 3:38,65 |        |
| 24       | 2         | 4     | IRL        | Karl Burdis (54,44)NR Barry Murphy (1:00,92) Conor Leaney (54,93) Ryan Harrison (49,58)                                      | 3:39,87 | NR     |
| 25       | 1         | 6     | SUI        | Flori Lang (55,41) Benjamin Le Maguet (1:03,12) Damien Courtois (53,92) Gregory Widmer (48,65)                               | 3:41,10 | NR     |
| 26       | 5         | 0     | EST        | Andres Olvik (56,80) Martti Aljand (1:00,89) Sten Indrikson (54,81) Vladimir Sidorkin (50,62)                                | 3:43,12 |        |
| 27       | 5         | 9     | UZB        | Danil Bugakov (56,93) Ivan Demyanenko (1:02,73) Sergey Pankov (55,38) Daniil Tulupov (50,19)                                 | 3:45.23 |        |
| 28       | 3         | 1     | COL        | Omar Pinzón (55,29) Jorge Mario Murillo Valdes (1:03,82) Carlos Viveros Madariaga (55,89) Julio Galofre Montes (51,45)       | 3:46,45 | NR     |
| 29       | 4         | 8     | SIN        | Ng Kai Wee Rainer (57,33) Tan Jinwen Mark (1:04,84) Tan Xue Wei Nicholas (55,07) Lim Clement (51,50)                         | 3:48,74 | NR     |
| 30       | 2         | 6     | IND        | Ashwin Menon (1:00,83) Sandeep Sejwal (1:02,28) Rehan Poncha (55,52) Virdhawal Khade (50,22)                                 | 3:48,85 |        |
| 31       | 3         | 8     | PHI        | Charles William Walker (58,92) Miguel Molina (1:03,87) James Walsh (55,63) Daniel Coakley (51,23)                            | 3:49,65 |        |
| 32       | 4         | 9     | PER        | Sebastian Jahnsen Madico (1:00,98) Pedro Luna Llamosas (1:06,88) Emmanuel Crescimbeni (55,29) Sebastian Arispe Silva (52,20) | 3:55,35 | NR     |
| 33       | 3         | 9     | MAC        | Tong Antonio (1:01,00) Ma Chan Wai (1:07,84) Wong Wing Cheung Victor (55,56) Lao Kuan Fong (53,04)                           | 3:57,44 |        |
| 34       | 2         | 2     | SEN        | Matar Samb (1:04,43) Malick Fall (1:00,48) Papa Madiop Ndong (1:01,19) Abdoul Khadre Mbaye Niane (52,60)                     | 3:58,70 |        |
| 35       | 2         | 3     | UAE        | Mohammed Al Ghaferi (1:02,12) Mubarak Al Besher (1:07,18) Obaid Al Jasmi (56,91) Saeed Al Jasmi (54,16)                      | 4:00,37 |        |
| 36       | 2         | 5     | ARM        | Khachik Plavchyan (1:01,08) Andranik Harutyunyan (1:10,46) Mikael Kolojan (57,82) Harutyun Harutyunyan (55,53)               | 4:04,89 |        |
| 37       | 2         | 7     | PNG        | Ryan Pini (55,80) Ian Bond Wolongkatop Nakmai (1:10,99) Peter Popahun Pokawin (1:03,53) Daniel Kevin Pryke (55,30)           | 4:05,62 |        |
| 38       | 1         | 5     | MLT        | Mark Sammut (1:04,59) Andrea Agius (1:08,51) Neil Agius (59,42) Edward Caruana Dingli (55,97)                                | 4:08,49 |        |
| 39       | 1         | 2     | TAH        | Vincent Perry (1:06,05) Rainui Teriipaia (1:06,79) Heimanu Sichan (1:00,93) Anthony Clark (55,01)                            | 4:08,78 |        |
| 40       | 2         | 8     | ALB        | Sidni Hoxha (1:05,41) Jurgen Fici (1:16,19) Endi Babi (58,20) Jon Pepaj (56,33)                                              | 4:16,13 |        |
| 41       | 1         | 3     | MOZ        | Leonel Matonse (1:06,20) Ivo Chilaule (1:13,45) Gerusio Matonse (1:05,38) Patricio Vera (56,78)                              | 4:21,81 |        |
| 42       | 2         | 0     | NMI        | Kailan Staal (1:09,11) Eli Ebenezer Wong (1:08,28) Cooper Graf (1:10,20) Shin Kimura (1:02,18)                               | 4:29,77 |        |
| –        | 2         | 9     | CRO        | | DNS     |        |
| –        | 3         | 0     | KUW        | | DNS     |        |
| –        | 5         | 1     | URU        | | DNS     |        |
| –        | 2         | 1     | MUS        | Ronny Vencatachellum Cheung Ho Yan Kevin Jean Marie Emmanuel Froget Jean-Pascal Hughes Gregoire                              | DQ      |        |
| –        | 3         | 2     | NED        | Nick Driebergen Lennart Stekelenburg Joeri Verlinden Sebastiaan Verschuren                                                   | DQ      |        |

### Döntő
| Helyezés  | Pálya | Nemzetiség | Úszók | Idő     | Megj. |
| --------- | ----- | ---------- | --- | ------- | ----- |
| Aranyérem | 3     | USA        | Aaron Peirsol (52,19) CR Eric Shanteau (58,57) Michael Phelps (49,72) David Walters (46,80)                  | 3:27,28 | WR    |
| Ezüstérem | 4     | GER        | Helge Meeuw (52,27) ER Hendrik Feldwehr (58,51) Benjamin Starke (50,91) Paul Biedermann (46,89)              | 3:28,58 | ER    |
| Bronzérem | 5     | AUS        | Ashley Delaney (53,10) Brenton Rickard (57,80) Andrew Lauterstein (50,58) Matt Targett (47,16)               | 3:28,64 | OC    |
| 4         | 2     | BRA        | Guilherme Guido (53,78) Henrique Barbosa (58,68) Gabriel Mangabeira (50,48) César Cielo Filho (46,26)        | 3:29,16 | SA    |
| 5         | 6     | FRA        | Jérémy Stravius (53,96) Hugues Duboscq (58,54) Clément Lefert (50,97) Alain Bernard (46,26)                  | 3:29,73 | NR    |
| 6         | 7     | RUS        | Arkagyij Vjatcsanyin (52,57) NR Grigorij Falko (1:00,00) Jevgenyij Korotiskin (50,57) Andrej Grecsin (47,46) | 3:30,60 |       |
| 7         | 8     | JPN        | Junya Koga (52,90) Ryo Tateishi (58,90) Takuro Fujii (50,68) Rammaru Harada (48,43)                          | 3:30,91 |       |
| –         | 1     | GBR        | Liam Tancock (53,71) James Gibson (59,46) Michael Rock Simon Burnett                                         | DSQ     |       |